# Nikola Ćaćić
Nikola Ćaćić (Banja Luka, 7 dicembre 1990) è un ex tennista serbo.
Specialista del doppio, in carriera ha vinto tre titoli ATP e ha conquistato l'ATP Cup 2020 con la Serbia. Ha vinto inoltre 5 titoli nei tornei minori in singolare e 37 in doppio. Il suo best ranking è il numero 35 raggiunto l'8 novembre 2021.

## Statistiche

### Doppio

#### Vittorie (3)
| Legenda              |
| Grande Slam (0)      |
| ATP Finals (0)       |
| ATP Masters 1000 (0) |
| ATP Tour 500 (0)     |
| ATP Tour 250 (3)     |

| N. | Data              | Torneo                          | Superficie  | Compagno       | Avversari in finale                 | Punteggio           |
| 1. | 29 settembre 2019 | Chengdu Open, Chengdu           | Cemento     | Dušan Lajović  | Jonathan Erlich Fabrice Martin      | 7–6(9), 3–6, [10–3] |
| 2. | 9 febbraio 2020   | Open Sud de France, Montpellier | Cemento     | Mate Pavić     | Dominic Inglot Aisam-ul-Haq Qureshi | 6–4, 6(4)–7, [10–4] |
| 3. | 7 marzo 2021      | Argentina Open, Buenos Aires    | Terra rossa | Tomislav Brkić | Ariel Behar Gonzalo Escobar         | 6–3, 7–5            |

#### Finali perse (4)
| Legenda              |
| Grande Slam (0)      |
| ATP Finals (0)       |
| ATP Masters 1000 (0) |
| ATP Tour 500 (0)     |
| ATP Tour 250 (4)     |

| Numero | Data            | Torneo                   | Superficie  | Compagno          | Avversari in finale                   | Punteggio        |
| 1.     | 11 aprile 2021  | Andalucia Open, Marbella | Terra rossa | Tomislav Brkić    | Ariel Behar Gonzalo Escobar           | 2–6, 4–6         |
| 2.     | 25 luglio 2021  | Croatia Open Umag, Umago | Terra rossa | Tomislav Brkić    | Fernando Romboli David Vega Hernández | 3–6, 5–7         |
| 3.     | 24 ottobre 2021 | Kremlin Cup, Mosca       | Cemento (i) | Tomislav Brkić    | Harri Heliövaara Matwé Middelkoop     | 5–7, 6–4, [9–11] |
| 4.     | 9 aprile 2023   | Estoril Open, Estoril    | Terra rossa | Miomir Kecmanović | Sander Gillé Joran Vliegen            | 3–6, 4–6         |

## Risultati in progressione
| Sigla | Risultato               |
| ----- | ----------------------- |
| V     | Vincitore               |
| F     | Finalista               |
| SF    | Semifinalista           |
| O     | Oro olimpico            |
| A     | Argento olimpico        |
| SF    | Bronzo olimpico         |
| QF    | Quarti di Finale        |
| 4T    | Quarto turno            |
| 3T    | Terzo turno             |
| 2T    | Secondo turno           |
| 1T    | Primo turno             |
| RR    | Round Robin             |
| LQ    | Turno di qualificazione |
| A     | Assente                 |
| ND    | Non disputato           |

| Legenda superfici    |
| -------------------- |
| Cemento              |
| Terra battuta        |
| Erba                 |
| Superficie variabile |

### Singolare
Nessuna Partecipazione

### Doppio
| Tornei Grande Slam         |     |     |     |
| Australian Open, Melbourne | 1T  | 1T  | 0-2 |
| Open di Francia, Parigi    | 1T  | QF  | 3-2 |
| Wimbledon, Londra          | ND  | 3T  | 2-1 |
| US Open, New York          | 1T  |     | 0-1 |
| Vittorie-Sconfitte         | 0-3 | 5-3 | 0-3 |
| Giochi Olimpici            |     |     |     |
| Giochi Olimpici            | ND  |     | 0-0 |
| Vittorie-Sconfitte         | ND  |     | 0-0 |

### Doppio misto
Nessuna Partecipazione